# EuroVelo 9: Baltic – Adriatic
Az EuroVelo 9, vagyis a Baltic – Adriatic (magyarul: Balti-tenger – Adriai-tenger) az EuroVelo nemzetközi kerékpárúthálózat kilencedik vonala, amely Lengyelországból, a Balti-tenger partjáról Horvátországba, az Adriai-tengerhez tart. Az útvonal nagyjából 1900 kilométer hosszú lesz, amennyiben teljesen elkészül.

## Útvonala
|  |  |  |

|  |  |  |

|  |  |  |

|  |  |  |

|  |  |  |

|  |  |  |

|  |  |  |

|  |  |  |

|  |  |  |

|  |  |  |

|  |  |  |

|  |  |  |

|  |  |  |

|  |  |  |

|  |  |  |

|  |  |  |

|  |  |  |

|  |  |  |

|  |  |  |

|  |  |  |

|  |  |  |

|  |  |  |

|  |  |  |

|  |  |  |

|  |  |  |

|  |  |  |

|  |  |  |

|  |  |  |

|  |  |  |

|  |  |  |

|  |  |  |

|  |  |  |

|  |  |  |

|  |  |  |

|  |  |  |

|  |  |  |

|  |  |  |

|  |  |  |

 Az útvonaldiagram csak a nagyobb településeket tartalmazza.
A Baltic – Adriatic kiindulópontja a lengyel tengerpart. A kerékpárút észak-déli irányban átszeli az országot annak nyugati felén, majd ugyanezt teszi Csehország és Ausztria keleti felén. Szintén átszeli Szlovéniát, majd egy rendkívül rövid olasz szakasz után megérkezik az Adriákra.
Az útvonal két fővárost érint, az osztrák fővárost, Bécset, és a szlovén fővárost, Ljubljanát.

## Érintett országok
- Lengyelország
- Csehország
- Ausztria
- Szlovénia
- Olaszország
- Horvátország

### Lengyelország
Az EuroVelo 9 a lengyel nemzeti kerékpárút-hálózatban az R9 jelölést kapta. Az útvonal Lengyelország területén több szakaszon kijelölt, a városok környezetében inkább kerékpárutakon, azoktól távolabb jobbára alacsony forgalmú helyi utakon fut. Az útvonal Balti-tengerhez közel fekvő Gdańsk városából indul. Ezen kívül az útvonal a nagyobb városok közül Poznańt és Wrocławot érinti.
- Nemzeti információ az EuroVelo 9 lengyel szakaszáról

### Csehország
Az útvonal cseh szakasza két részre bontható: a Brnótól északra és délre található szakasz. Az északi szakasz még nem kivitelezett, azonban itt az útvonal érinteni fogja Olomouc városát a nagyobb települések közül. A déli szakasz kivitelezett, innen az útvonal Ausztria felé halad tovább.
- Nemzeti információ az EuroVelo 9 cseh szakaszáról

### Ausztria

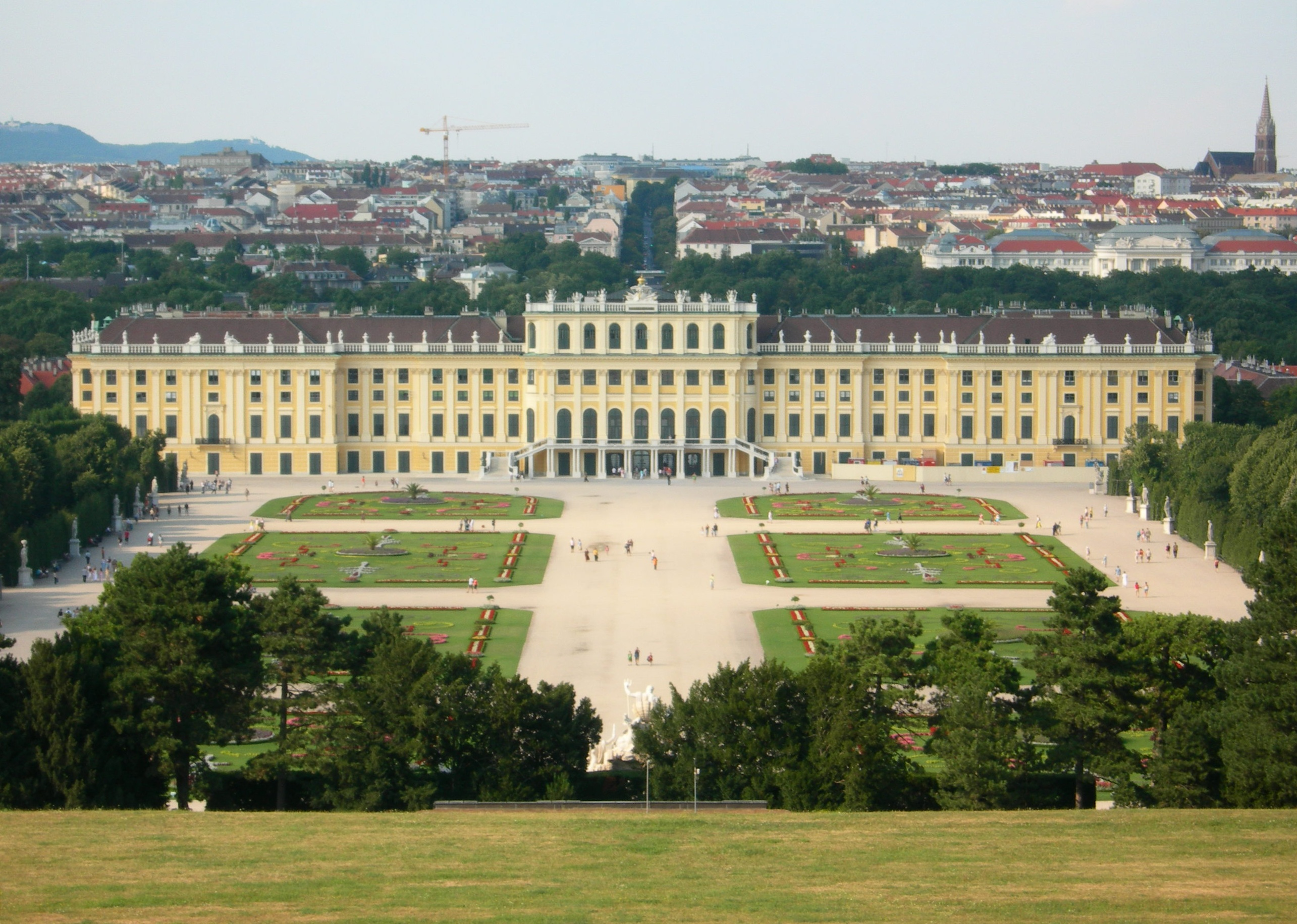
A bécsi Schönbrunni kastély

A kerékpárút osztrák szakasza teljesen kivitelezett. A kerékpárút még mindig nagyjából észak-déli irányba halad, Ausztria esetében az ország keleti felén. Egyike azon országoknak, ahol az EV9 fővárost érint, ez itt Bécs. A nagyobb városok közül pedig érintésre kerül továbbá Bécsújhely is.
- Nemzeti információ az EuroVelo 9 osztrák szakaszáról

### Szlovénia

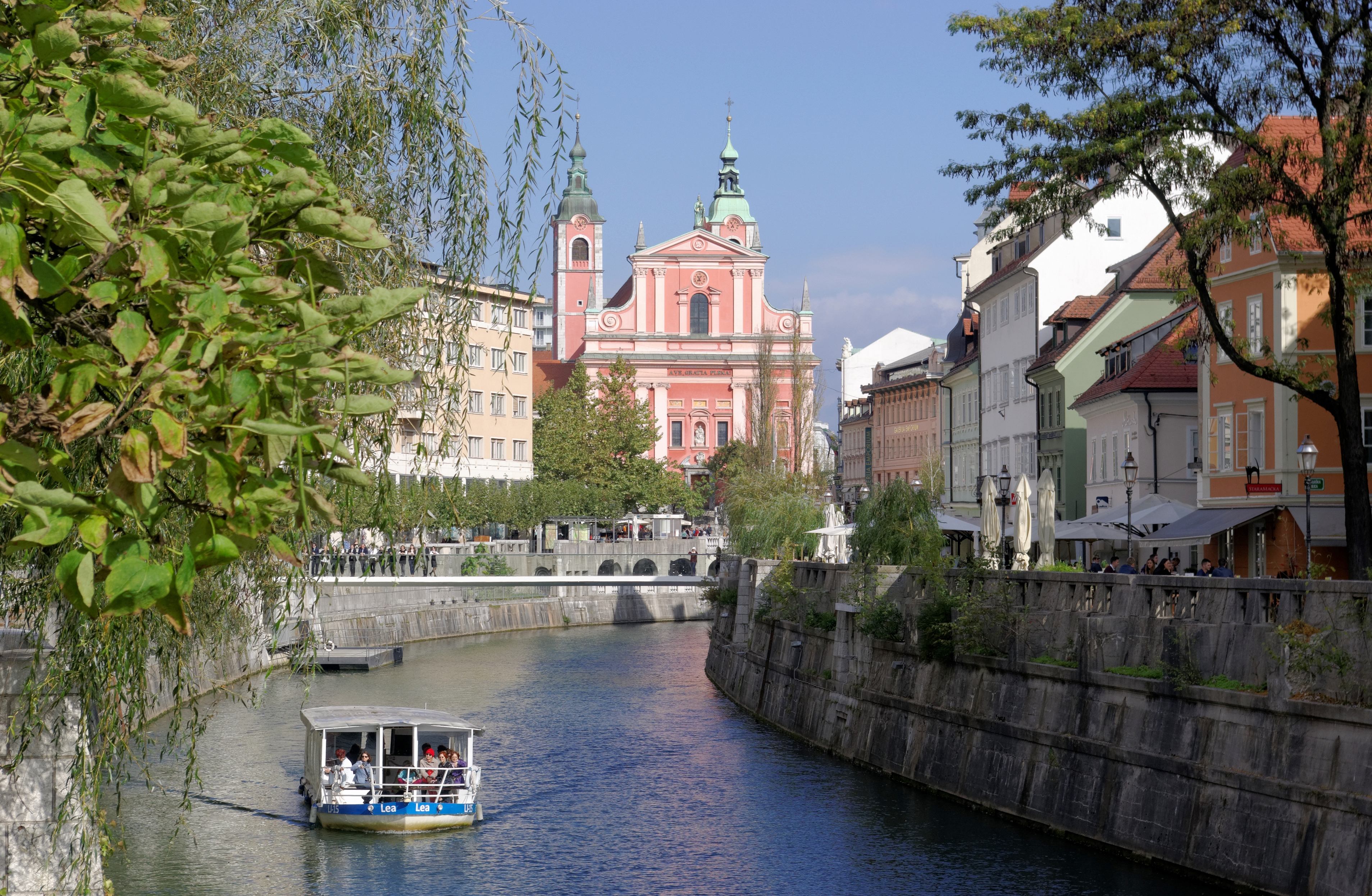
Ljubljana a Ljubljanica folyóval

Szlovénia Ausztria után a másik olyan ország, amelyben az útvonal fővárost is érint. Az útvonal Maribor után Ljubljana, majd Trieszt irányába folytatódik, Trieszt után még egy rövid tengerparti szakaszra visszatér szlovén területre. Az útvonal szlovéniai szakasza a 2010-es évek közepén még kevéssé kivitelezett. Az útvonalnak három hosszabb szakasza készült el, amelyeket a szlovén nemzeti kerékpárhálózat számozási rendszerébe besoroltak, ám az EuroVelo-útvonalszámot az útjelző táblákon nem tüntették fel. Az osztrák határ és Maribor déli elővárosai között D-1 jellel többnyire egybefüggő kerékpárút épült ki. Maribor és Ljubljana között az útvonal még kijelöletlen, Ljubljanától nyugatra Vrhnikáig épült ki szintén D-1 jelzéssel az elővárosokat felfűző kerékpárút. A ljubljanai és trieszti elővárosok között húzódó szakasz teljesen jelöletlen, illetve csak részlegesen kiépített. 
Az útvonal Trieszt felől érkezik a szlovén tengerpartra, amely mellett D-8-as jelöléssel fut végig. A tengerparti szakasz teljesen kiépült, elkülönített kerékpárutakból és alacsony forgalmú helyi utakból áll össze. A tengerparti szakasz önmagában is érdeklődésre számot tartó pontja a Portorož/Portorose és Karbonar/Carbonaro közötti szakaszon található 550 méter hosszú Valeta-alagút, amely korábban az isztriai kisvasút alagútja volt.
Az EV9 innen egy rövid olasz tengerparti kitérőre halad tovább.
- Nemzeti információ az EuroVelo 9 szlovén szakaszáról

### Olaszország
Az EV9 hat érintett országa közül kétségtelenül Olaszországban halad a legkevesebbet. A fontosabb városok közül Triesztet fogja érinteni, azonban a szakasz még nem kivitelezett.
- Nemzeti információ az EuroVelo 9 olasz szakaszáról

### Horvátország
A horvát szakasz végig az Adriai-tenger mentén fog haladni kivitelezése után, majd Póla városában ér véget.
- Nemzeti információ az EuroVelo 9 horvát szakaszáról

## További információ
- A kész lévő szakasz útvonala a Bikemapen[halott link]
- A kész lévő szakasz útvonala a Waymarked Trails-en